# Андрій Нагачевський
Андрі́й Нагаче́вський — директор Центру українського та канадського фольклору імені Петра та Дорис Кулів при Альбертському університеті, доктор наук.

## Життєпис
1985 року захистив дисертацію «Танці первинного існування між українцями Смокі-Лейк, Альберта та Сван Плейн, Саскачеван».
З 1989-го викладає на кафедрі української культури та етнографії ім. Гуцуляків, Центр українського та канадського фольклору імені Петра та Дорис Кулів при Альбертському університеті.
Захистив докторську роботу «Танцювальна культура українців Канади штатів Альберта й Саскачеван» під керівництвом Богдана Медвідського 1997 року.
2001 року очолив Канадський центр української культури й етнографії.
Дійсний член НТШ.